# 大羅天
大羅天，道教指最高的天。一說，大羅天在三清境之上，一說大羅天即是三清境。
根據《道門經法相承次序》，「三清之上，即是大羅天，元始天尊居其中，施化行教」，三清天則是神寶君居太清境大赤天，靈寶君居上清境禹餘天，天寶君居玉清境清微天。據《雲笈七籤》引《元始經》說：「大羅之境，無復真宰，惟大梵之氣，包羅諸天」。
若據《天公消魔護國經》，「以玄一之炁，化為玉清聖境大羅之天，瓊樓寶殿，玄都玉京，紫微宮闕，太上元始天尊都焉」，則玉清境即是大羅天，為元始天尊所都。上清境，為玉晨大道君所都，太清境，為太上老君所都。經文又稱：「其三清三聖，各相去一劫化生，號三清上境大羅天中玄都玉京」。
大羅天中有玄都玉京山，其七寶樹彌覆八方大羅天，是道教最高尊神所居之處。據說，元始天尊居大羅天玉京山中，施化行教，如《元始天尊說生天得道經》稱元始天尊在大羅天上、玉京山中，為眾仙說法。《天公消魔護國經》稱元始天尊在玄都玉京山紫微宮內說法。